# Eeyou Istchee Baie-James
Eeyou Istchee Baie-James (Engels: Eeyou Istchee James Bay; Cree: ᐄᔨᔨᐤ ᐊᔅᒌ ᒉᐃᒥᔅ ᐯᐃ, iiyiyiw aychii cheimiy pei) is een gemeente in de Canadese provincie Québec. De gemeente beslaat met een oppervlakte van ruim 297.000 km² een groot deel van de westelijke helft van de provincie en vrijwel het volledige grondgebied van de regio Jamésie.

## Geschiedenis
Eeyou Istchee Baie-James werd op 1 januari 2014 opgericht als opvolger van de gemeente Baie-James. Dit gebeurde na een overeenkomst in 2012 tussen de provincie Québec en de lokale Creebevolking om die laatste meer inspraak te geven in het bestuur.

## Geografie
Het gebied dat Eeyou Istchee Baie-James omvat bestaat uit de volledige regio Jamésie zijn het zonder de municipalités locales in die regio (namelijk Chibougamau, Lebel-sur-Quévillon, Chapais en Matagami) en zonder de acht in Jamésie gelegen Creedorpen uit het Creeterritorium Eeyou Istchee. Deze twaalf plaatsen zijn allen enclaves binnen Eeyou Istchee Baie-James.
Slechts drie dorpen maken effectief deel uit van de gemeente Eeyou Istchee Baie-James, namelijk Radisson, Valcanton (fusie tussen Beaucanton en Val-Paradis) en Villebois. Daarnaast telt de gemeente nog de gehuchten Demaraisville, Joutel en Miquelon.
Het merendeel van de enorme regio bestaat echter uit ongerepte Québecse wildernis. Het gebied telt duizenden meren waaronder Lac Mistassini, Lac Naococane, Lac Evans, Lac au Goéland, Lac Pluto en Lac Pollet. 